# Ruska revolucija
Ruska revolucija, ponekad nazvana Ruska revolucija 1917, naziv je za period političkih previranja u Rusiji godine 1917. koje su započele zbacivanjem monarhije na čelu s carem Nikolom II., a završile zbacivanjem privremene vlade i uspostavljanjem boljševičkog režima koji će kasnije prerasti u Sovjetski Savez.
Ruska revolucija dijeli se na dva perioda:
- Veljačka revolucija, tijekom koje je srušen Nikolin apsolutistički režim i ustanovljena Privremena vlada koja je u Rusiju htjela uvesti liberalnu demokraciju;
- Oktobarska revolucija, tijekom koje su Privremenu vladu srušili lijevi radikali, vođeni boljševicima na čelu s Vladimirom Iljičom Lenjinom.

Pokušaj oružanog suzbijanja revolucije, odnosno kontrarevolucija, prerasla je u Ruski građanski rat, koji je opustošio i onako siromašnu Rusiju i odnio novih 13 milijuna života.